# Ilango Adigal
Ilango Adigal (Tamoul: இளங்கோ அடிகள்) était un poète tamoul, auteur du Silappatikaram, l'une des Cinq Grandes Épopées de la littérature tamoule ancienne. Le prince Ilango Adigal était le frère du roi Cheran Chenguttuvan de la dynastie Chera, qui régnait sur l'actuel Kérala.

## Présentation
Ilango Adigal est né sous la dynastie Chera qui régnait sur le territoire de l'actuel Kérala mais qui à l'époque faisait partie de l'aire culturelle tamoule. Il était le puîné, mais un sadhu lui annonça qu'il deviendrait roi à la place de son frère ainé Senguttuvan. Ilango devint poète et son frère devint roi à la mort de son père.
Néanmoins, Ilango et la dynastie Chera sont davantage reconnus pour leurs contributions à la littérature Tamoule que Senguttuvan ne le fut pour ses campagnes militaires, même s'il parvint à conquérir l'intégralité du pays. Ilango Adigal est l'auteur du Silappatikaram, la première épopée tamoule ayant pour sujet un homme du peuple. Depuis, la majorité des épopées racontent l'histoire de gens du peuple et la façon dont ils mènent leurs vies plutôt que parler des reines et rois. Ce fut la première histoire d'un homme du peuple écrit par un roi.
Le Silappatikaram est une épopée féministe, l'intrigue tournant autour de Kannagi, une jeune femme ayant perdu son mari, thème qui était une innovation dans un monde plutôt sexiste. 
Une incertitude subsiste sur la religion d'Ilango. Il est parfois cité comme étant Jaïn mais est également connu pour avoir assisté à des Yajnas (sacrifices rituels hindous réservés aux Brahmanes) ce qui laisse penser qu'il était hindou.